# Randy Moss
Randy Moss (født 13. februar 1977 i Rand, West Virginia) er en tidligere amerikansk fodboldspiller fra USA. Han spillede gennem karrieren for Minnesota Vikings, Oakland Raiders, Tennessee Titans, San Francisco 49ers og New England Patriots. Randy Moss blev draftet af Vikings i første runde af 1998-draften, og udviklede sig hurtigt til et af holdets stjerner. Efter 1998-sæsonen blev han kåret til årets rookie, og deltog i Pro Bowl for første gang ud af fem i hans tid hos Vikings.
Efter 2004-sæsonen skiftede han i marts 2005 til Oakland Raiders i bytte for linebacker Napoleon Harris og Raiders draft pick i første runde af 2005-draften. Hans 2005-sæson blev dog en stor skuffelse, delvis grundet skader. Da han efter sæsonen skiftede til Patriots var hans pris derfor faldet til blot et fjerde-runde draft pick. Aftalen med Patriots viste sig at være vendepunktet i Moss' karriere. I sin første sæson hos klubben fra Foxborough, Massachusets satte Moss scoringsrekord for en wide receiver ved at gribe bolden i end zone 23 gange, hvilket overgik den tidligere rekord med et enkelt TD, samme år hjalp han New Englands quarterback Tom Brady til at slå rekorden for flest TD's kastet i en sæson (50).

## Eksterne Links
- Wikimedia Commons har flere filer relateret til Randy Moss
- Spillerprofil på Patriots' hjemmeside Arkiveret 6. oktober 2007 hos  Wayback Machine
- Randy Moss' officielle hjemmeside Arkiveret 7. november 2007 hos  Wayback Machine